# Station de Tromsø

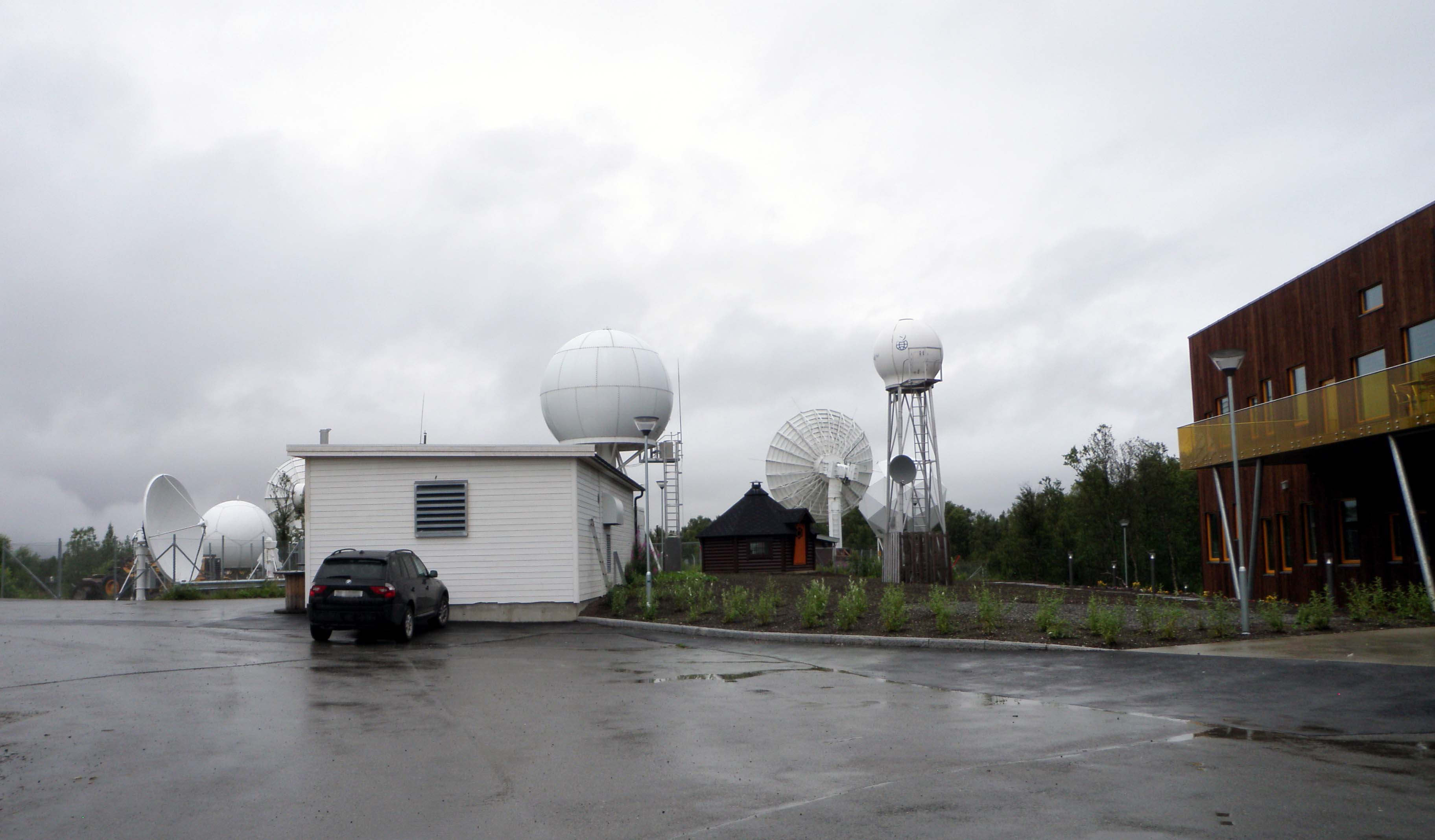
La station terrienne de Tromsø en 2013.

La Station de Tromsø est une station terrienne située à Tromsø en Norvège qui est utilisée pour les communications avec les satellites d'observation de la Terre circulant sur une orbite polaire. La station a été créée en 1967 initialement pour assurer les communications avec les satellites scientifiques de la première agence spatiale européenne, l'ESRO. Elle est la propriété en 2018 de la société Kongsberg Satellite Services (KSAT) une coentreprise détenue par l'entreprise Kongsberg Gruppen et l'agence spatiale norvégienne, le Norsk Romsenter. La station de Tromsø est une des trois installations de ce type détenues par KSAT, les deux autres sont la station du Svalbard et la station de Troll. Du fait de sa latitude élevée, la station est visible pratiquement à chaque orbite par les satellites circulant sur une orbite polaire à une altitude supérieure à 500 kilomètres. La station dispose d'une trentaine d'antennes paraboliques assurant des liaisons descendantes et montantes en bande L, S et X. Le site de la station accueille également le centre de contrôle des trois stations, le TNOC (Tromsø Network Operations Centre) et une station utilisateur du système de recherche et de sauvetage COSPAS-SARSAT.   